# ヒルドルン (小惑星)
ヒルドルン (928 Hildrun) は、小惑星帯の小惑星。カール・ラインムートがハイデルベルクのケーニッヒシュトゥール天文台で発見した。
聖女に因んで名付けられた。